# Edward Heath
Pour les articles homonymes, voir Heath.
Ne doit pas être confondu avec le musicien britannique Ted Heath.
Sir Edward Richard George Heath, dit Edward Heath, né le 9 juillet 1916 à Broadstairs (Kent) et mort le 17 juillet 2005 à Salisbury (Wiltshire), est un homme d'État britannique. Membre du Parti conservateur, il est Premier ministre du Royaume-Uni entre 1970 et 1974.
Issu d'un milieu modeste, Edward Heath effectue sa scolarité dans une grammar school avant d'intégrer le Balliol College, un des sites de l'Université d'Oxford, dont il est diplômé en 1939. Intrépide, il voyage en Europe et se rend en Allemagne nazie, en Espagne malgré la guerre civile et à Dantzig en Pologne juste avant le début de la Seconde Guerre mondiale. Mobilisé en 1941, il sert dans la Royal Artillery et participe au débarquement de Normandie où il rencontre Maurice Schumann, futur ministre des Affaires étrangères de Georges Pompidou en 1969. Il devient fonctionnaire pour le Civil Service jusqu'à son élection comme député lors des élections générales de 1950.
À partir du retour au pouvoir du Parti conservateur lors des élections générales de 1951, il participe à tous les gouvernements. En 1960, il est chargé de négocier l'entrée du Royaume-Uni dans la Communauté économique européenne par Harold Macmillan, mais le processus est interrompu par le veto de la France en janvier 1963. Marqué par cet échec, il rebondit comme président de la Commission du Commerce. Il prend la tête du Parti conservateur après la défaite lors des élections générales de 1964, étant le premier chef du Parti conservateur désigné démocratiquement. Sous sa direction, le Parti conservateur perd les élections générales de 1966 et remporte à la surprise générale les élections générales de 1970. Il s'installe au 10 Downing Street le 19 juin 1970.
Son mandat de Premier ministre est marqué sur le plan intérieur par la montée de l'inflation, les conflits sociaux dont les deux grèves générales déclenchées par l'Union nationale des mineurs en 1972 et 1974 et l'aggravation du conflit nord-irlandais, avec le Bloody Sunday et le Bloody Friday en 1972. L'accord de Sunningdale ne permet pas d'apaiser la situation. Sur le plan extérieur, le Royaume-Uni adhère à la Communauté économique européenne le 1er janvier 1973. La guerre du Kippour et le Premier choc pétrolier ont des incidences directes sur le plan intérieur, mais le Royaume-Uni refuse de soutenir directement Israël dans le conflit. 
Battu à deux reprises lors des élections générales de février puis d'octobre 1974, il est battu par Margaret Thatcher lors de la consultation interne pour renouveler son mandat à la tête du Parti conservateur. Très critique vis-à-vis de sa successeur, il reste actif sur le plan politique. Il quitte la Chambre des communes à l'issue des élections générales de 2001 où il ne se représente pas. Il meurt quatre ans plus tard à 89 ans des suites d'une pneumonie.

## Situation personnelle

### Enfance et formation
Edward Heath est né le 9 juillet 1916 au 54 Albion Road à Broadstairs dans le Kent. Sa mère Edith Anne Heath (née Panthony, 1888-1951) était domestique,,,. Son père William George Heath (1888-1976) était charpentier, fabriquant des pièces pour les avions pour la société Vickers Limited, puis il devint maître d'oeuvre,,,,. Son frère John est né quatre ans après sa naissance.
Très jeune, il devient choriste à la St Peter's Court (en) de Broadstairs et prend ses premières leçons de piano à 7 ans. Il poursuit son apprentissage à la Chatham House Grammar School (en) de Ramsgate, recevant son certificat d'études à 13 ans. Il commença à jouer de l'orgue l'année suivante, puis à diriger à l'âge de 15 ans. Ses talents musicaux lui permettent de remporter un concours d'orgue et d'intégrer le Balliol College en 1935. Il devint président de la Oxford University Conservative Association (en). Il obtient son diplôme en philosophie, politique et économie en 1939.
Il visite l'Allemagne nazie durant un séjour linguistique et assiste à un des congrès de Nuremberg du NDSAP, rencontrant Hermann Göring, Joseph Goebbels et Heinrich Himmler à une soirée cocktail organisée par les SS, ce qui fit de lui un antinazi convaincu. Il décrivit Himmler comme étant « l'homme le plus cruel et diabolique qu'il ait jamais vu ». Il perdit l'aisance qu'il avait acquise en allemand durant la guerre. Il se rendit également en Espagne pendant la guerre, soutenant les républicains espagnols et visitant Barcelone au début l'offensive de Catalogne. Il est remarqué par Winston Churchill pour ses vues opposées à la politique d'apaisement à l'égard de l'Allemagne nazie, vues qu'il exprime notamment en soutenant le candidat anti-munichois Alexander Lindsay contre le candidat munichois Quintin Hogg lors d'une élection partielle à l'automne 1938,. En 1939, il se rend à Dantzig avec un ami juif en auto-stop, revenant en Angleterre juste avant la déclaration de guerre. Il obtient le droit d'entrer à la Gray's Inn, mais elle ne peut être satisfaite à cause de la guerre.

### Seconde Guerre mondiale
Au début de la mobilisation, il n'est pas directement appelé. Il se rend aux États-Unis où il débat de la situation de la guerre. Le 22 mars 1941, il reçoit une convocation urgente au grade de sous-lieutenant dans la Royal Artillery. Il sert à Liverpool (qui sera bombardée à plusieurs reprises) et atteint le grade d'adjudant en 1942 puis de captain à la fin de la guerre.
Il participe en tant qu'adjudant au débarquement de Normandie où il rencontre Maurice Schumann, futur ministre des Affaires étrangères de Georges Pompidou. Il fait un malaise au cours d'une opération. Il participe à la progression des Alliés et constate les dégâts causés par les bombardements stratégiques. En septembre 1945, il commande un groupe de soldats qui exécute par les armes un soldat polonais reconnu coupable de viol et de meurtre. Il est nommé membre de l'Ordre de l'Empire britannique le 24 janvier 1946. Il est démobilisé en août 1946 et il est promu au rang de lieutenant-colonel le 1er juillet 1947.
Après le conflit, il intègre la Honourable Artillery Company à compter du 1er septembre 1951, ce qui le rendait rappelable sous les drapeaux.

### Carrière professionnelle
Avant la guerre, il avait obtenu son entrée à la Gray's Inn en vue de devenir barrister. Néanmoins, il obtient la possibilité de passer les concours d'entrée pour devenir fonctionnaire pour le Civil Service. Il devient fonctionnaire au ministère de l'Air, non sans être déçu de ne pas avoir intégré le département du Trésor. Il déclina une offre pour rejoindre le bureau des Affaires étrangères et du Commonwealth craignant de ne pouvoir se lancer en politique.
Heath rejoint une équipe dirigée par Alison Munro chargée d'élaborer un plan pour les aéroports britanniques utilisant certaines des nombreuses bases de la Royal Air Force pendant la Seconde Guerre mondiale. L'équipe de Munro fut spécifiquement chargée de planifier les comtés d'origine. Après plusieurs années de travail, elle jette son dévolu sur l'aéroport de Maplin. À la surprise de ses collèges, Heath démissionne en novembre 1947 et fait part au Parti conservateur de sa volonté d'être candidat dans la circonscription de Bexley (en) pour les prochaines élections générales.
Après avoir été contributeur pour le journal Church Times de février 1948 à septembre 1949, 
Heath a travaillé comme stagiaire en gestion pour la banque d'affaires Brown, Shipley & Co. jusqu'à son élection comme député de Bexley lors des élections générales de 1950. Il bat un ancien camarade de promotion de l'Union d'Oxford, Ashley Bramall (en), avec seulement 133 voix d'avance.

## Débuts en politique (1950-1965)
Il fait son premier discours à la Chambre des communes le 26 juin 1950, dans lequel il demande au gouvernement travailliste d'approuver la déclaration du 9 mai 1950 du ministre français des Affaires étrangères Robert Schuman et de participer à la future construction européenne. Comme jeune député, il participe activement à la campagne électorale d'une autre future parlementaire, Margaret Thatcher à l'époque candidate sous son nom de jeune fille Margaret Roberts lors des élections générales de 1951. Sa mère meurt des suites d'un cancer durant la campagne.
Winston Churchill fait de lui l'un des whips de l'opposition conservatrice. Après la victoire lors des élections générales de 1951, il reste whip de la majorité parlementaire et devient également Lord Commissaire au Trésor. En décembre 1955, il devient whip en chef de la majorité parlementaire et secrétaire parlementaire du Trésor. Son ascension fulgurante est critiquée par une partie de la presse, notamment le journaliste et historien Geoffrey Wheatcroft (en) qui écrit la chose suivante à propos de sa nomination comme whip en chef de la majorité parlementaire : 
« Of all government jobs, this requires firmness and fairness allied to tact and patience and Heath's ascent seems baffling in hindsight. »
« De tous les emplois gouvernementaux, cela exige de la fermeté et de l'équité alliées au tact et à la patience et l'ascension de Heath semble déconcertante avec le recul. »
Étant donné que les whips ne sont pas censés s'exprimer lors des débats à la Chambre des communes, Heath est épargné lors de la crise de Suez qui entraîne la chute d'Anthony Eden en janvier 1957. Il reste secrétaire parlementaire du Trésor de Harold Macmillan jusqu'en juin 1959 puis devient ministre du Travail après la victoire lors des élections générales de 1959. Il assiste aux réunions du cabinet sans pour autant en faire partie.

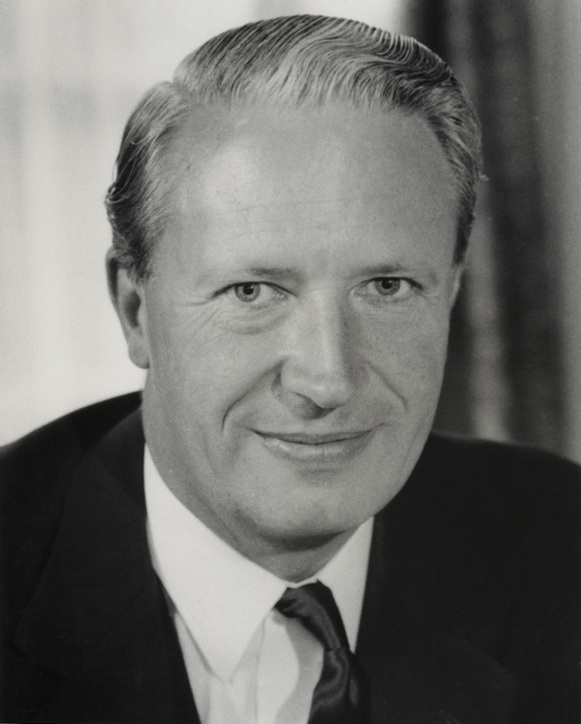
Portrait photographique d'Edward Heath en 1960.

En février 1960, Macmillan le nomme lord du sceau privé, no 2 du Foreign Office chargé spécifiquement des négociations en vue d'intégrer la Communauté économique européenne (CEE). Ne bénéficiant pas de l'appui des États-Unis et constatant l'incapacité du Royaume-Uni à jouer son rôle de grande puissance, Macmillan se résolut à lancer le processus. Le gouvernement britannique fait sa demande d'adhésion le 9 août 1961,. Europhile convaincu tout comme le secrétaire d'État aux Affaires étrangères Alec Douglas-Home, Heath se démène lors des négociations à Bruxelles pour obtenir l'entrée du Royaume-Uni. L'objectif du cabinet d'adhérer à la CEE pour le 1er janvier 1963. Le point central des négociations concerne les questions agricoles, notamment les liens du Royaume-Uni avec les pays du Commonwealth, en particulier la Nouvelle-Zélande pour les produits laitiers, alors même que les Six négociaient en même temps les contours de la politique agricole commune à laquelle les Britanniques voulaient être exemptés de participation. Les pays de l'Europe des Six ne sont pas très convaincus de la démarche britannique, d'autant que le Royaume-Uni a participé à la fondation de l'Association européenne de libre-échange (AELE) pour contrer le marché commun,,. Le Commonwealth est également réticent, craignant de perdre le statut de partenaire privilégié du Royaume-Uni,. L'autre problème pour les Britanniques était que les échanges avec le marché commun étaient supérieurs à ceux avec l'AELE. Le gouvernement britannique choisit de discuter pas à pas, craignant un retournement de l'opinion publique et les attaques du Parti travailliste. L'adoption du principe de la politique agricole commune en janvier 1962 froissa quelque peu les Britanniques, Heath se plaignant de devoir négocier « sur un escalier en mouvement ». Pour des raisons de politique intérieure, le gouvernement britannique commença à surenchérir dans les négociations à l'automne. L'attitude des États-Unis lors des négociations fut très mal vue par la France, en particulier par Charles de Gaulle. Une entrevue avec Macmillan à Rambouillet confirma son impression, le Premier ministre britannique lui annonçant son intention d'acheter des fusées Polaris. Cette impression qui s'affirma davantage avec la signature des accords de Nassau qui renforçait la coopération entre le Royaume-Uni et les États-Unis sur la force de dissuasion nucléaire et plaçait la force de frappe britannique dans le cadre de l'OTAN, au nom de la « doctrine McNamara ». La France, qui voulait développer sa propre force de frappe nucléaire y vit là l'occasion de stopper le processus de négociations. Le 14 janvier 1963, Charles de Gaulle pose son veto à l'entrée du Royaume-Uni, annonce vécue comme un échec personnel pour Heath,,. Les négociations s'arrêtent officiellement le 29 janvier suivant. À la fin de l'année, il reçoit le Prix Charlemagne qui récompense son engagement européen.
Marqué par cet échec, Heath renonce à prendre la tête du Parti conservateur après la démission de Harold Macmillan à la suite des révélations de l'affaire Profumo. Il devient président de la Commission du commerce ainsi que secrétaire d'État à l'Industrie , au Commerce et au Développement régional et met en œuvre la fin de l'imposition du prix de revente. Après la défaite des conservateurs lors des élections générales de 1964, Alec Douglas-Home annonce en février 1965 un changement dans la désignation du chef du parti et son futur retrait de la tête du parti,. Heath voit là l'occasion de saisir sa chance,.

## Chef de l'opposition (1965-1970)
Contre toute attente, Heath est élu chef du Parti conservateur dès le premier tour de scrutin avec 150 voix contre 133 pour l'ancien chancelier de l'Échiquier Reginald Maudling et 15 pour Enoch Powell. Il devient alors le plus jeune chef de l'histoire du parti et parvient à conserver sa place malgré la défaite lors des élections générales de 1966. Heath jouit d'un déficit de notoriété malgré sa nouvelle position, notamment du fait de son europhilie,,,. De plus, ses adversaires raillent ses origines modestes et son accent pas très aristocratique, le surnommant « l'épicier ».

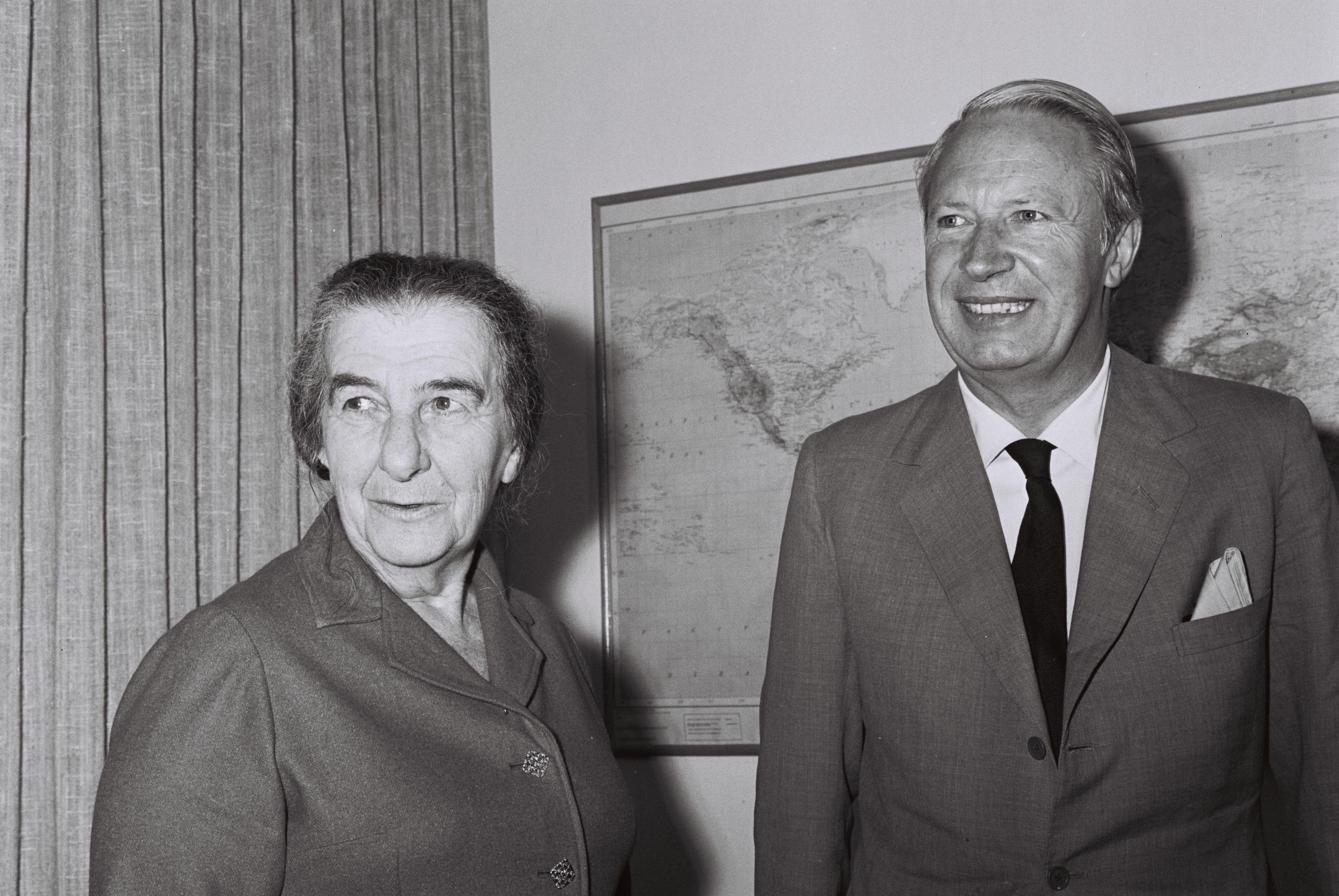
Edward Heath et Golda Meir, alors Premier ministre israélienne, le 10 avril 1969.

En avril 1968, Heath est confronté à une crise importante causée par le discours des « fleuves de sang » aux relents racistes prononcé à Birmingham où Enoch Powell dénonce avec virulence la politique d'immigration du gouvernement. Powell prédisait même que les blancs pourraient être minoritaires d'ici à 1984. Peu de temps après le discours, Heath téléphone à Margaret Thatcher lui annonçant sa volonté de démissionner Powell du cabinet fantôme. Thatcher objecta qu'il valait mieux tenter d'apaiser la situation plutôt que d'aggraver la crise au sein du parti, déjà divisé sur ces questions. Le 29 avril, Powell fut écarté du cabinet fantôme malgré les protestations de l'aile droite du parti,. Dans ses mémoires, Heath précise qu'il n'a plus jamais reparlé à Powell après cet évènement. Malgré tout, le discours de Powell porte ses fruits dans l'opinion publique. En mai, un sondage Gallup indique que 74 % des sondés approuvent la position exprimée par Powell à Birmingham, tandis que seulement 15 % la rejettent, 11 % étant « sans opinion ». Heath ne fait qu'une « concession » à Powell dans le programme du parti, qui est l'inscription d'une prime au retour pour les migrants.
Contre toute attente, le Parti conservateur remporte les élections générales de 1970 avec une majorité de 30 sièges alors que tous les sondages indiquaient une victoire travailliste,. Heath et le Parti conservateur font en partie campagne sur le thème de « la loi et l'ordre ».

## Premier ministre du Royaume-Uni (1970-1974)
Le 19 juin 1970, Edward Heath s'installe au 10 Downing Street et forme son gouvernement. Plusieurs figures du parti en font partie, dont Margaret Thatcher (Sciences et Éducation), Alec Douglas-Home (Affaires étrangères et Commonwealth), Peter Carrington (Défense), Reginald Maulding (Intérieur), William Stephen Whitelaw (Leader de la Chambre des Communes) ou encore Iain Macleod (Chancelier de l'Échiquier). Malheureusement pour Heath, Macleod meurt soudainement le 20 juillet 1970. Il perd ainsi l'un de ses principaux soutiens au sein du gouvernement, et surtout l'homme qui avait contribué à la rédaction du programme du parti pour les élections générales de 1970,. Selon l'historien Philippe Chassaigne, Macleod incarnait le « torysme de gauche ». 
En 1972, Reginald Maulding doit démissionner du gouvernement car impliqué dans le scandale financier généré par l'architecte John Paulson.

### Politique intérieure

#### Économie

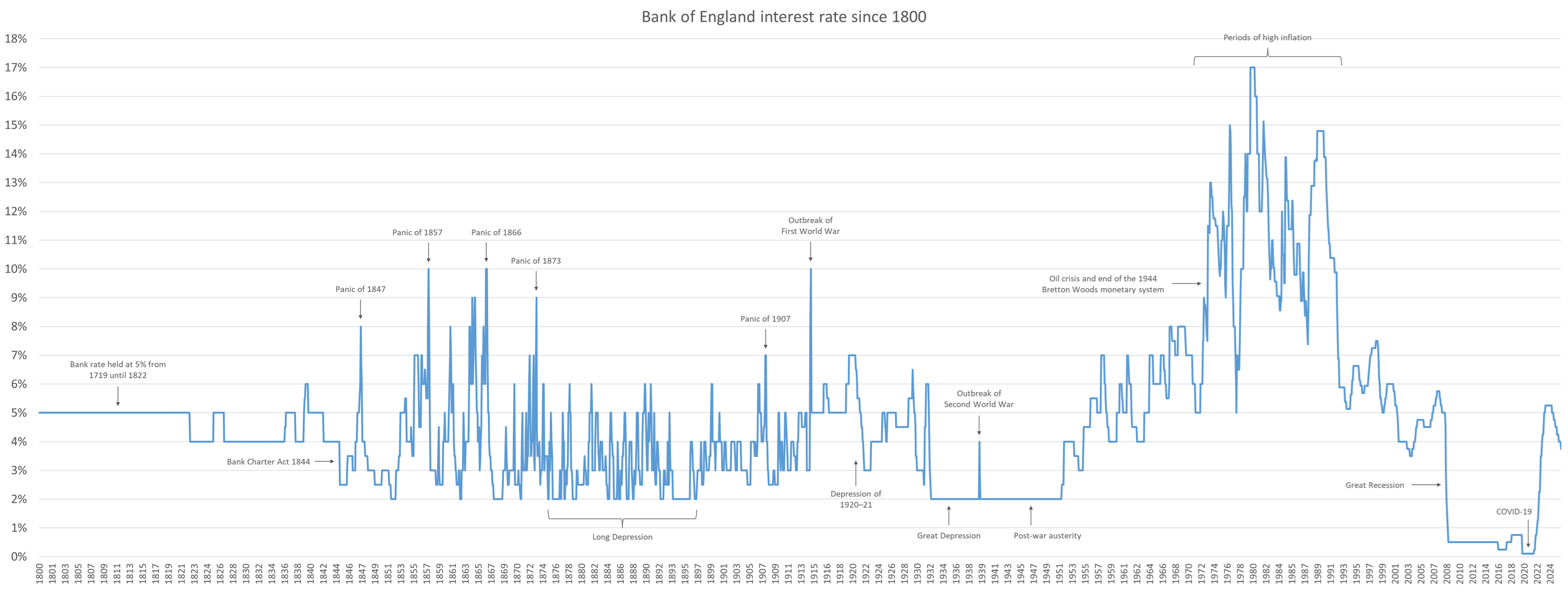
Taux d'intérêt du Royaume-Uni depuis 1800.

La croissance alterne entre le bon (1972 et 1973) et le moins bon (1971 et 1974),. Dans une premier temps, le gouvernement rompt avec une politique d'orientation keynésienne avant d'y revenir à partir de 1972. Heath et Macleod voulaient mener une politique d'inspiration libérale, en réformant l'impôt sur le revenu dont la dernière tranche est ramenée de 90 à 75 %. Le gouvernement souhaite également libéraliser le crédit pour relancer la consommation intérieure, diminuer les dépenses publiques et cesser les subventions aux entreprises en difficulté. Néanmoins, le gouvernement cède à la suite des pressions de la rue et effectue une volte-face (U-Turn) spectaculaire en juin 1972. Cela s'explique également par le refus des États-Unis de restituer au Royaume-Uni l'équivalent de 3 milliards de dollar en or. Le 15 août 1971, Richard Nixon annonce la fin de la convertibilité du dollar en or.
La livre sterling est placée sous le régime de changes flottants le 23 juin 1972, après une semaine d'attaques spéculatives, ce qui est une forme de dévaluation déguisée. Très vite, la monnaie nationale subit une décote de 6 à 8 %. À l'automne, le taux d'escompte est porté à 9 %, soit le niveau le plus faible depuis 1914. Le gouvernement décide alors le blocage des prix, des salaires, des loyers et des dividendes pour trois mois,. À la fin de l'année, l'inflation atteint les 10 %. Une politique de déflation est mise en œuvre pour tenter de résorber l'inflation galopante. En 1973, le taux de croissance n'est que de 1,5 % et l'inflation reste à un niveau élevé à 9,2 %. La situation est telle que de nombreuses entreprises obtiennent des résultats économiques insuffisants pour payer l'impôt sur les sociétés. La livre sterling perd 30 % de sa valeur entre 1972 et 1976,. La dévaluation cachée met fin de facto à la zone sterling mise en place au sein du Commonwealth. La balance commerciale accuse un déficit de 1,4 milliard en 1972 et de 3,5 milliards en 1973. Équilibrée jusqu'en 1972, la balance des paiements devient déficitaire à partir de 1973.
Le gouvernement adopte une taxe sur la valeur ajoutée en 1973 après l'adhésion du pays à la Communauté économique européenne,. Le Royaume-Uni se tient néanmoins à l'écart du serpent monétaire européen.
Le taux de chômage augmente continuellement à partir de 1971, malgré une légère reprise en 1972. De 582 000 chômeurs en juin 1970, il dépasse les 900 000 en 1971 (2,3 % de la population active) et le million en janvier 1972 avec un total de 1 023 583 chômeurs. Les mesures prises par le gouvernement contribuent en partie à la hausse du chômage, d'autant que la récession frappe tous les pays industrialisés lors du déclenchement du Premier choc pétrolier.

#### Industrie
Rapidement après l'arrivée au pouvoir, le gouvernement supprime l'Industrial Reorganisation Corporation (en) chargée de restructurer l'industrie britannique,. Néanmoins, il crée son propre dispositif en 1972 avec l'Industrial Development Executive. Le gouvernement procède à la nationalisation de Rolls Royce (pour la partie aviation uniquement), en et celle de la Govan Shipbuilders en 1971 puis celle de British Gas l'année suivante. Un plan de sauvetage sur dix ans pour un montant de 3 milliards de livre sterling est lancé pour la British Steel. De même, 40 millions de livre sterling sont injectés pour les chantiers navals de Clyde. En 1973, la moitié de l'industrie automobile britannique est sous dépendance directe d'entreprises étrangères, notamment basées aux États-Unis. Le Royaume-Uni représente encore 14 % des exportations de produits manufacturés en 1973.
C'est sous son gouvernement que les syndicats radicalisent leurs positions concernant la politique des salaires et le maintien de l'emploi. En 1971, le gouvernement fait adopter une loi qui interdit la pratique des grèves de solidarité et le monopole syndical d'embauche qui consistait à ce que les syndicats aient la main sur le recrutement, les futurs employés devant obligatoirement adhérer à un syndicat,. Une National Industrial Relations Court (en) est instaurée en décembre 1971.
L'Union nationale des mineurs déclenche deux grèves générales, en 1972 et 1974, qui seront fatales au gouvernement. Les dockers se mettent également en grève en 1972, tout comme les ouvriers de l'industrie du charbon et de l'électricité qui arrêtent régulièrement le travail entre 1970 et 1974. La productivité au travail connaît une baisse constante depuis le milieu des années 1950. L'hiver 1971-1972 est très difficile, le pays connaissant régulièrement des problèmes d'approvisionnement en électricité du fait des grèves dans les centrales à charbon,. En 1972, 29 millions de jours de grève sont comptabilisés dans le pays, soit plus du double (13,5 millions) de l'année précédente. En 1973, de nombreuses grèves ont encore lieu, le pic étant atteint en septembre avec les grèves des mineurs. Le 13 décembre, le gouvernement est contraint d'imposer à compter du 1er janvier 1974 la « semaine de trois jours » pour l'ensemble de l'industrie britannique à cause des problèmes énergétiques,,,.

#### Éducation
Sous l'impulsion de Margaret Thatcher, la scolarité obligatoire est portée à 16 ans en 1973. Un grand programme de rénovation des écoles primaires est lancé tout comme un programme de construction de crèches. Elle supprime le système des Comprehensive school (en), jugeant le système trop égalitariste,,.

#### Énergie
En 1972, des gisements pétroliers sont découverts en mer du Nord, notamment dans les îles Shetland. Cela permet au Royaume-Uni de réduire sa dépendance aux importations, notamment du Moyen-Orient. Le gaz naturel représente 10 % de la consommation énergétique en 1972. Le passage de la livre sterling sous le régime de change flottants renchérit considérablement le coût des importations énergétiques.

#### Réformes territoriales
En 1972, le gouvernement fait adopter le Local Government Act qui réforme le fonctionnement du gouvernement local en Angleterre et au Pays de Galles. Toutes les instances existences, hormis Greater London Council, sont remplacées. 53 comtés (dont 6 urbains) et 369 districts (dont 36 métropolitains) sont créés et sont chargés de toutes les politiques locales. La réforme entre en application en 1974. L'objectif est aussi de favoriser le recrutement des fonctionnaires pour le Civil Service et de renouveler le paysage politique.

#### Conflit nord irlandais
Le gouvernement est très vite confronté à l'aggravation du conflit nord irlandais entre protestants unionistes et catholiques favorables à la réunification. Deux semaines à peine après son intronisation comme Premier ministre, le quartier catholique de Falls Road à Belfast est pris d'assaut par des protestants et 5 personnes perdent la vie. Le 30 janvier 1972, le Bloody Sunday se produit à Londonderry. Des parachutistes ouvrent le feu lors d'une manifestation de la Northern Ireland Civil Rights Association (NICRA) pour la défense des droits des catholiques, faisant 13 morts. Le 30 mars suivant, Edward Heath annonce la suspension du gouvernement local et la reprise en main des affaires nord irlandais par le gouvernement,. Le 21 juillet suivant, Belfast fait l'objet de plusieurs attentats à la bombe. Ces évènements deviennent le Bloody Friday.
Le 8 mars 1973, un référendum est organisé sur le statut de l'Ulster. Le maintien de l'Irlande du Nord dans l'Union est approuvé à une large majorité (58 %), mais le scrutin est marqué par le boycott des catholiques,. En décembre, l'accord de Sunningdale prévoit un partage du pouvoir entre les deux communautés et même la participation de représentants venant de Dublin. Néanmoins, le pasteur Ian Paisley, anti-catholique notoire, s'oppose à l'accord. Le Parti unioniste démocrate (DUP) fait échouer le projet,. Le Parti unioniste d'Ulster (UUP) semble démuni devant la dégradation de la situation. L'accord ne dure que trois mois, de février à mai 1974.

### Politique extérieure

#### Adhésion à la CEE

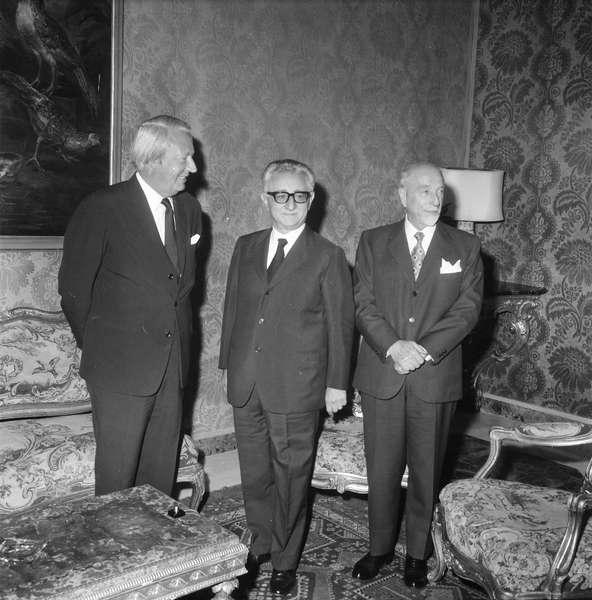
Edward Heath en compagnie du président italien Giovanni Leone le 3 octobre 1972 au palais du Quirinal.

En 1971, le gouvernement publie un livre blanc qui estime à 1 milliard de livre sterling le coût de l'entrée du Royaume-Uni dans la Communauté économique européenne. Ce même document estime que les bénéfices seront bien plus importants.

La « relance de La Haye », en référence au sommet tenu aux Pays-Bas en décembre 1969, amorce une relance du processus d'adhésion britannique,,,. Le principe de débuter les négociations avec les pays ayant fait une demande d'adhésion fut acté pour le 1er juillet 1970. Les britanniques font par aux partenaires des Six des mêmes griefs que lors des deux précédentes tentatives d'adhésion. Les négociations débutent dès le 21 juillet. La question de la transition pour s'adapter aux règles communautaires et la contribution britannique furent les éléments essentiels des négociations,. Les britanniques cherchent à alléger au maximum leur contribution, ce que Georges Pompidou critiqua lors d'une conférence de presse le 21 janvier 1971, : 
«  Les Anglais, on leur reconnaît entre autres trois qualités : l'humour, la ténacité, le réalisme. Il m'arrive de penser que nous sommes encore au stade de l'humour.  »
 Le problème du Commonwealth, en particulier de la relation commerciale avec la Nouvelle-Zélande, vient à son tour perturber les négociations. En mai 1971, Heath rencontre Pompidou à Paris, qui donne son accord à une nouvelle demande d'adhésion britannique,,,. Le 23 juin 1971, un accord de principe est trouvé au Luxembourg,,. Les différends concernant la politique commerciale avec le Commonwealth et la politique agricole commune sont ainsi résolus. Les différents accords doivent entrer en application à partir du 1er janvier 1973. Les négociations sont âpres à la Chambre des communes, une bonne partie des conservateurs étant eurosceptique. Lors de la conférence annuelle du Parti conservateur à Blackpool en septembre 1971, le parti se prononce en majorité contre l'adhésion du Royaume-Uni. Le vote de principe est obtenu le 28 octobre 1971 grâce à l'appui des députés europhiles du Parti travailliste menés par Roy Jenkins,,,. Le 22 janvier 1972, le traité d'adhésion est signé au palais d'Egmont de Bruxelles,. Heath déclare alors : « C'est le plus beau jour de ma vie ». La Chambre des communes ratifie le traité en troisième lecture le 13 juillet par 301 voix contre 284 et est sanctionné par Élisabeth II le 17 octobre qui devient l'European Communities Act.
Le Royaume-Uni adhère officiellement à la Communauté économique européenne le 1er janvier 1973, en compagnie du Danemark et de l'Irlande,. La période de transition pour l'adaptation des règles communautaires est censée prendre fin le 1er janvier 1978.

#### Guerre froide
En septembre 1971, Edward Heath signe l'accord quadripartite sur Berlin qui met fin aux désaccords entre les anciens occupants de l'Allemagne après la Seconde Guerre mondiale. Il apporte son soutien à l'adhésion de l'Allemagne de l'Ouest et de l'Allemagne de l'Est à l'ONU en 1972. Il ne peut revenir avec Peter Carrington sur le départ des troupes stationnées à l'Est du canal de Suez,. Seuls 10 000 soldats sont restés à Singapour, de façon purement symbolique.
Lors de la guerre du Kippour, Heath refuse d'autoriser les États-Unis à utiliser la base militaire de Chypre ni l'espace aérien britannique pour approvisionner Israël en matériel militaire,. De même, le gouvernement britannique refusa d'approvisionner Israël,. Le Premier choc pétrolier intervient au même moment, l'Égypte et les pays membres de l'OPEP souhaitant forcer les États-Unis à négocier la fin du conflit et à faire pression sur Israël, mais les conséquences se feront ressentir à partir du deuxième trimestre de 1974,.

#### Relation avec les États-Unis

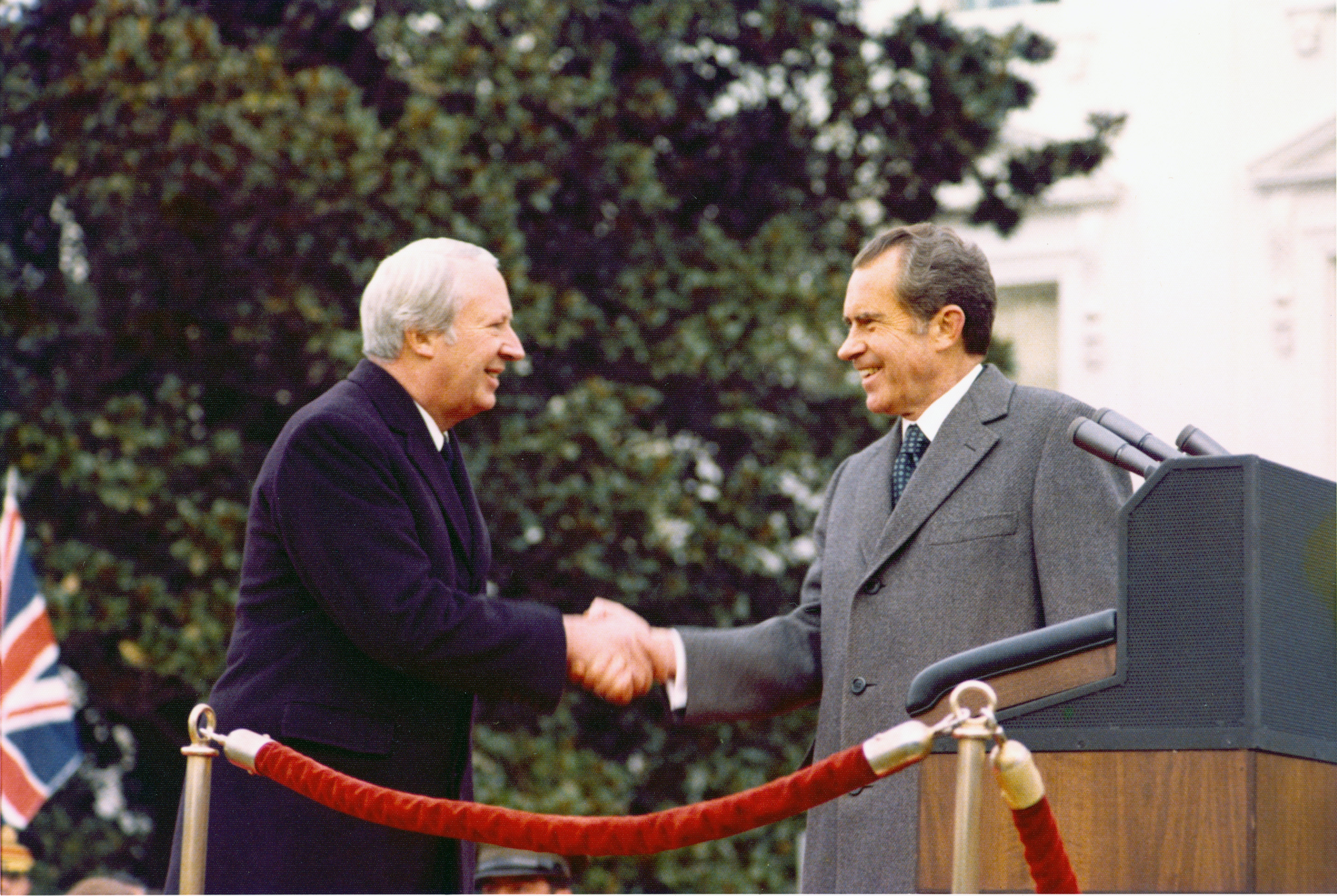
Richard Nixon et Edward Heath dans les jardins de la Maison-Blanche le 1 février 1973.

Dès l'arrivée de Heath au pouvoir, Richard Nixon félicite chaleureusement son interlocuteur britannique et souhaite établir avec le gouvernement conservateur une relation privilégiée. Cependant, Heath privilégie l'adhésion à la CEE d'autant qu'il n'aime guère Nixon, dont la réputation n'est guère flatteuse. Il va même jusqu'à déclarer à Georges Pompidou qu'« il ne [pouvait] y avoir de partenariat spécial entre les États-Unis et la Grande-Bretagne, même si la Grande-Bretagne le voulait, car sa taille correspond[ait] à peine au quart de celle des États-Unis ».

#### Commonwealth
En 1971, le Pakistan oriental devient le Bengladesh. Il intègre le Commonwealth, ce qui mécontenta le Pakistan qui s'en retira,. 
L'adhésion du Royaume-Uni à la Communauté économique européenne entraîne de facto une baisse des relations commerciales entre Londres et les autres pays du Commonwealth,.

#### Décolonisation
Les Fidji et les Tonga obtiennent leur indépendance en 1970, tout comme les Bahamas en 1973 et la Grenade en 1974,. Tous ces pays restent néanmoins liés à la couronne, adhérant au Commonwealth.

## Départ du pouvoir (1974-1975)
Le 7 février 1974, Edward Heath annonce la dissolution de la Chambre des communes. Il demande aux électeurs de trancher dans le conflit qui oppose le gouvernement à l'Union nationale des mineurs, qui vient de déclencher une deuxième grève en deux ans. Il pose la question de savoir « qui gouverne » le pays et demande un nouveau mandat aux électeurs pour résoudre la crise,,. Le programme du parti et le slogan « Une action ferme pour une Grande-Bretagne plus juste » peinent à convaincre les électeurs. Néanmoins, trois semaines plus tard, les élections générales de février aboutissent à un Parlement minoritaire, avec le Parti libéral en position d'arbitre,. Après six jours de négociation avec les libéraux, Heath démissionne, refusant de procéder à une réforme électorale en échange de leur soutien,. Il cherche également à former une coalition avec le Parti unioniste d'Ulster, sans plus de succès. Le gouvernement minoritaire travailliste subit 17 votes négatifs entre mars et septembre à la Chambre des communes, conduisant Harold Wilson à convoquer de nouvelles élections générales anticipées pour octobre. Le 10 octobre 1974, le Parti conservateur subit une deuxième défaite consécutive et la troisième depuis que Heath a pris la tête du parti en 1965. L'ancien Premier ministre est contraint par les statuts du parti de remettre en jeu son mandat,. Une majorité de députés voulaient se débarrasser de lui pour amorcer un renouveau idéologique du parti.
L'ancien secrétaire à la Santé Keith Joseph déclare rapidement sa candidature mais doit se retirer à la suite d'une « gaffe » lors d'un discours. Margaret Thatcher décide alors de se présenter contre son ancien mentor. Airey Neave a alors délibérément sous-estimé le soutien de Thatcher pour attirer les votes hésitants des députés qui souhaitaient voir Heath remplacé même s'ils ne voulaient pas nécessairement que ce soit Thatcher qui le remplace,. Après une intense campagne auprès des députés conservateurs, elle arrive en tête du premier tour de scrutin le 4 février 1975 à la surprise générale avec 130 voix contre 119 à Heath et 16 à Hugh Fraser, tandis que 11 députés se sont abstenus. Thatcher elle-même est surprise par le résultat, confiant ses doutes à un collègue parlementaire dans une lettre. Ce n'était néanmoins pas suffisant pour donner à Thatcher la majorité de 15 % nécessaire pour gagner au premier tour. Elle reçoit la quasi-totalité des votes anti-Heath. Terminant seulement deuxième, Heath annonça sa démission après la désignation d'un nouveau chef du parti. Il payait en partie sa raideur lors de la campagne, y compris à l'encontre de ses plus proches soutiens. Le Daily Mail écrit alors que « le mot « sensationnel » est à peine adéquat pour décrire l'onde de choc qui secoua Westminster après l'annonce des résultats ». Heath plaça ses espoirs sur William Stephen Whitelaw, qui fut battu lors du second tour par Thatcher qui récolta 146 voix contre 79 à Whitelaw, 19 à Geoffrey Howe et James Prior et 11 à John Peyton,. Heath refusa la proposition de Thatcher d'intégrer le cabinet fantôme et fut dès lors l'un de ses plus farouches opposants. Il refusa même d'être le meneur de la campagne des conservateurs pour le référendum sur le maintien du Royaume-Uni dans les Communautés européennes. Ses refus successifs furent qualifiés de « grande bouderie ». Il dira même un jour à propos de sa successeur : « Tout ce que fait cette dame est mauvais. Je ne connais pas une seule bonne décision de sa part ».

## Après le pouvoir
Pendant de nombreuses années, Heath a persisté dans la critique de la nouvelle direction idéologique du parti. Au moment de sa défaite, il était toujours populaire auprès des membres conservateurs de base et a été chaleureusement applaudi lors de la conférence annuelle du Parti conservateur de 1975.
Il mène campagne en faveur du « oui » lors du référendum sur le maintien du Royaume-Uni dans les Communautés européennes et reste actif sur le plan international. Il fait partie de la commission Brandt sur les problèmes de développement, en particulier sur les projets Nord-Sud. Le rapport Nord-Sud (ou rapport Brandt) est publié en 1980.
Ses relations avec Thatcher restent médiocres. Il refuse en 1979 et 1980 deux propositions pour devenir secrétaire général de l'OTAN ou ambassadeur du Royaume-Uni aux États-Unis. Il demeure une figure centrale de l'aile gauche du parti. Lors du congrès annuel du Parti conservateur de 1981, critique ouvertement la politique économique monétariste du gouvernement, qui a vu l'inflation passer de 13 % en 1979 à 18 % en 1980 puis tomber à 4 % en 1983, mais avait vu le chômage doubler, passant d'environ 1,5 million à un sommet d'après-guerre de 3,3 millions pendant cette période.
En 1990, juste avant le début de la guerre du Golfe, Heath se rend à Bagdad pour négocier la libération des passagers du vol British Airways 149 et d'autres ressortissants britanniques pris en otage lorsque Saddam Hussein a envahi le Koweït.
Heath continue de servir à Westminster comme député dans la nouvelle circonscription de Old Bexley and Sidcup à partir des élections générales de 1983 et devient doyen de la Chambre après les élections générales de 1992. Le 23 avril 1992, il est décoré de l'ordre de la Jarretière. Après les événements du mercredi noir en 1992, il déclare à la Chambre des communes que le gouvernement devrait constituer un fonds de réserve pour contrer les spéculateurs sur les devises. Il renonce à se présenter aux élections générales de 2001, étant l'un des deux derniers députés élus sous le règne de George VI avec le travailliste Tony Benn.
En parallèle de ses activités politiques, Heath fait fructifier ses relations dans le monde des affaires, étant proche d'un groupe de réflexion saoudien, de deux fonds d'investissement et un opérateur de fret chinois, principalement en tant que conseiller sur la Chine ou membre du conseil d'administration. Selon Chris Patten, le dernier gouverneur de Hong Kong, ses intérêts commerciaux en Chine auraient pu être l'une des raisons pour lesquelles il a dénoncé les réformes démocratiques introduites à la veille de la rétrocession de Hong Kong à la Chine.
Le 29 avril 2002, il fait l'une de ses dernières apparitions publiques au palais de Buckingham lors d'un dîner donné par la reine Élisabeth II dans le cadre de son jubilé d'or en compagnie de ses quatre successeurs dont Tony Blair.

## Dernières années et mort
En août 2003, à l'âge de 87 ans, Heath a subi une embolie pulmonaire alors qu'il était en vacances à Salzbourg, en Autriche. Il ne s'est jamais complètement rétabli et, en raison de sa santé et de sa mobilité déclinantes, a fait très peu d'apparitions publiques au cours des deux dernières années de sa vie, sa dernière étant lors du dévoilement d'un ensemble de portes à la cathédrale Saint-Paul dédiée à Churchill le 30 novembre 2004.

Dans sa dernière déclaration publique, Heath a rendu hommage à James Callaghan décédé le 26 mars 2005, déclarant : 
« James Callaghan was a major fixture in the political life of this country during his long and varied career. When in opposition he never hesitated to put firmly his party's case. When in office he took a smoother approach towards his supporters and opponents alike. Although he left the House of Commons in 1987 he continued to follow political life and it was always a pleasure to meet with him. We have lost a major figure from our political landscape. »
« James Callaghan a été un élément majeur de la vie politique de ce pays au cours de sa longue et riche carrière. Lorsqu'il était dans l'opposition, il n'a jamais hésité à mettre fermement la cause de son parti. Une fois au pouvoir, il a adopté une attitude plus douce envers ses partisans et ses adversaires. Bien qu'il ait quitté la Chambre des communes en 1987, il a continué à suivre la vie politique et c'était toujours un plaisir de le rencontrer. Nous avons perdu un figure majeure de notre paysage politique. »
 Un peu moins de quatre mois plus tard, Sir Edward Heath est décédé chez lui dans sa maison de Salisbury des suites d'une pneumonie à 19h30 le 17 juillet 2005 à l'âge de 89 ans,,.

Il a été incinéré le 25 juillet 2005 lors d'un service funèbre auquel ont assisté 1 500 personnes. Le lendemain de sa mort, la chaîne BBC Parliament a diffusé la couverture des résultats des élections générales de 1970 par la BBC. Un service commémoratif a eu lieu en son honneur à l'abbaye de Westminster le 8 novembre 2005, auquel ont assisté 2 000 personnes. Trois jours plus tard, ses cendres sont enterrées dans la cathédrale de Salisbury. Dans son hommage à Heath, Tony Blair déclare que : 
« He was a man of great integrity and beliefs he held firmly from which he never wavered. »
« C'était un homme d'une grande intégrité et des convictions qu'il tenait fermement et dont il n'a jamais dévié. »

## Accusations de pédophilie
La sexualité et la vie privée d'Edward Heath a toujours suscité la curiosité de la presse. Celui-ci ne s'est en effet jamais marié et fut le premier à accéder au 10 Downing Street étant célibataire depuis Ramsay MacDonald. Il était très proche de son amie d'enfance Kay Raven, mais celle-ci épousa un officier de la Royal Navy en 1950. Dans ses mémoires, il écrira qu'il était trop occupé à se construire une carrière, tout en exprimant quelques regrets sur sa situation personnelle. Dans une interview télévisée en 1998 avec Michael Cockerell, Heath a déclaré qu'il avait gardé sa photo dans son appartement pendant de nombreuses années par la suite.

Son intérêt pour la musique l'a maintenu en bons termes avec des musiciennes, dont la pianiste Moura Lympany. Lorsque Heath était Premier ministre, elle a été approchée par le député conservateur Tufton Beamish, qui a déclaré : 
« Moura, Ted must get married. Will you marry him? »
« Moura, Ted doit se marier. Voulez-vous l'épouser ? »
 Elle répondit qu'elle l'aurait bien fait mais qu'elle était amoureuse de quelqu'un d'autre. Elle déclare bien plus tard que la chose la plus intime que Heath avait faite était de mettre son bras autour de son épaule.
Bernard Levin écrivait à l'époque dans The Observer que le Royaume-Uni devait attendre pour l'émergence d'une société permissive avec un Premier ministre vierge. Plus tard dans sa vie, selon l'un de ses biographes Philip Ziegler, lors de dîners, Heath était « capable de retomber dans un silence morose ou d'ignorer complètement la femme à côté de lui et de parler d'elle à l'homme le plus proche » ; d'autres à l'époque affirmaient que Heath n'était tout simplement pas bavard lors des dîners. Le statut de Heath en tant que célibataire a conduit à des spéculations et à des rumeurs, certaines assez folles, sur sa vie privée. Le public a supposé qu'il était « queer ». Il y eut de nombreuses insinuations dans Private Eye à ce sujet, et des chants homophobes pouvaient être entendus à l'extérieur de Downing Street lors de manifestations de syndicalistes contre son projet de loi sur les relations industrielles.
Un autre biographe de Heath, John Campbell, consacre quatre pages concernant la sexualité de l'ancien Premier ministre dans sa biographie sortie en 1993.
Brian Coleman, membre de l'Assemblée du Parti conservateur à Londres pour Barnet et Camden, a affirmé en 2007 que Heath, pour protéger sa carrière, avait cessé de faire du cottage dans les années 1950. Coleman a déclaré qu'il était de « notoriété publique » parmi les conservateurs que Heath avait reçu un avertissement sévère de la police lorsqu'il avait subi des vérifications d'antécédents pour le poste de conseil privé. Le biographe de Heath Philip Ziegler a écrit en 2010 que Coleman était en mesure de fournir « peu ou pas d'informations » pour étayer cette affirmation, qu'aucun homme n'avait jamais prétendu avoir eu une relation sexuelle avec Heath, et qu'aucune trace d'homosexualité n'avait été trouvée dans ses papiers, et que « ceux qui le connaissaient bien » insistent sur le fait qu'il n'avait pas une telle inclination. Il pense que Heath a été asexué, bien qu'il mentionne une lettre d'un « Freddy », qui semble blessé que « Teddie » ait rejeté ses avances.
Robert Armstrong, qui était l'ami de Heath et ancien secrétaire privé, a déclaré qu'il croyait que Heath était asexué, affirmant qu'il « n'avait jamais détecté une odeur de sexualité par rapport aux hommes, aux femmes ou aux enfants ». Une autre amie et confidente, Sara Morrison, ancienne vice-présidente du Parti conservateur, a déclaré que Heath lui avait bien dit « qu'il était asexué ». Le journaliste Charles Moore, auteur d'une biographie de Margaret Thatcher, a déclaré que William Deedes croyait que Thatcher « semblait convaincue » que Heath était gay, tandis que Moore pensait qu'il était « possible » que la référence de Thatcher à Heath n'ayant pas de famille dans une interview en 1974 était un indice délibéré qu'il était gay, afin de le discréditer.
En avril 2015, une plainte pour viol contre Heath a fait l'objet d'une enquête du Metropolitan Police Service, mais les charges sont abandonnées. Quatre mois plus tard, une enquête s'ouvre à la suite d'accusations de pédophilie à son encontre. Des gendarmes du Hampshire, de Jersey, du Kent, du Wiltshire, du Gloucestershire et de la vallée de la Tamise et du Metropolitan Police Service ont enquêté sur ces allégations,. Il a été rapporté qu'un homme avait affirmé qu'à l'âge de 12 ans, il avait été violé par Heath dans un appartement de Mayfair en 1961, après s'être enfui de chez lui. Les allégations concernant Heath ont fait l'objet d'une enquête dans le cadre de l'opération Midland, l'enquête du Metropolitan Police Service sur des allégations anciennes de maltraitance d'enfants et d'homicides.

## Résultats électoraux
| Élection                  | Circonscription       | Parti | Parti        | Voix   | %    | Résultats |
| ------------------------- | --------------------- | ----- | ------------ | ------ | ---- | --------- |
| Générales de 1950         | Bexley                |       | Conservateur | 25 854 | 46,0 | Élu       |
| Générales de 1951         | Bexley                |       | Conservateur | 29 069 | 51,5 | Élu       |
| Générales de 1955         | Bexley                |       | Conservateur | 28 610 | 54,3 | Élu       |
| Générales de 1959         | Bexley                |       | Conservateur | 32 025 | 57,8 | Élu       |
| Générales de 1964         | Bexley                |       | Conservateur | 25 716 | 47,4 | Élu       |
| Générales de 1966         | Bexley                |       | Conservateur | 26 377 | 48,1 | Élu       |
| Générales de 1970         | Bexley                |       | Conservateur | 27 075 | 53,0 | Élu       |
| Générales de février 1974 | Sidcup                |       | Conservateur | 20 448 | 49,1 | Élu       |
| Générales d'octobre 1974  | Sidcup                |       | Conservateur | 18 991 | 50,5 | Élu       |
| Générales de 1979         | Sidcup                |       | Conservateur | 23 692 | 59,8 | Élu       |
| Générales de 1983         | Old Bexley and Sidcup |       | Conservateur | 22 442 | 60,2 | Élu       |
| Générales de 1987         | Old Bexley and Sidcup |       | Conservateur | 24 350 | 62,1 | Élu       |
| Générales de 1992         | Old Bexley and Sidcup |       | Conservateur | 24 450 | 60,3 | Élu       |
| Générales de 1997         | Old Bexley and Sidcup |       | Conservateur | 21 608 | 42,1 | Élu       |

## Honneurs
- Prix Charlemagne (1963)[147]
- Chevalier de l'Ordre de la Jarretière (1992)
- Docteur honoris causa de plusieurs universités 
  - Université du Kent (1985)
  - Université de Calgary ( Canada, 1991)[148]
  - Goldsmiths, University of London (1994)
  - Université du pays de Galles (1998)
  - Université de Greenwich (2001)[149]

## Œuvres
- (en) Sailing : A Course of My Life, Londres, Stein and Day, 1975, 185 p. (ISBN 978-1-135-46529-2).
- (en) Music : A Joy for Life, Londres, Sidgwick & Jackson, 1976, 208 p. (ISBN 978-0-283-98349-8, lire en ligne ).
- (en) Travels : People and Places in My Life, Londres, Sidgwick & Jackson, 1977, 224 p. (ISBN 978-0-283-98414-3, lire en ligne ).
- (en) Carols : The Joy of Christmas, Londres, Sidgwick & Jackson, 1977, 96 p. (ISBN 0-283-98415-5).
- (en) The Course of My Life : My Autobiography, Londres, Hodder & Stoughton, 1998, 790 p. (ISBN 978-0-340-70852-1).